# Wieter
Der Wieter ist ein bis 358,4 m ü. NHN m  hoher und flächenmäßig kleiner Höhenzug des Leineberglandes in Südniedersachsen (Deutschland).

## Geographie
Der Wieter ist ein in Nord-Süd-Richtung verlaufender Höhenzug unmittelbar südöstlich der Kreisstadt Northeim. Er ist ungefähr fünf Kilometer lang und maximal einen Kilometer breit. Weitere angrenzende Ortschaften sind die Northeimer Ortsteile Hammenstedt im Nordosten, Bühle im Süden und Sudheim im Westen. Unmittelbar östlich am Wieter liegen zudem die Vorwerke Güntgenburg und Levershausen.

## Naturräumliche Zuordnung
Der Wieter als Teil des Niedersächsischen Berglandes wird wie folgt zugeordnet:.
- (zu 37 Weser-Leine-Bergland)
  - (zu 373 Göttingen-Northeimer Wald)
    - 373.0 Nörtener Wald (mit Wieter und Langfast)

Der Wieter als Teil des nördlich des Nörtener Waldes gelegenen gleichnamigen Naturraumes grenzt im Westen an den Northeimer Leinegraben, im Norden an das untere Rhumetal und im Osten an das südöstliche Bergland des Northeimer Stadtwaldes (Semiskopf: 270,8 m, Großer Sandberg: 298,8 m).

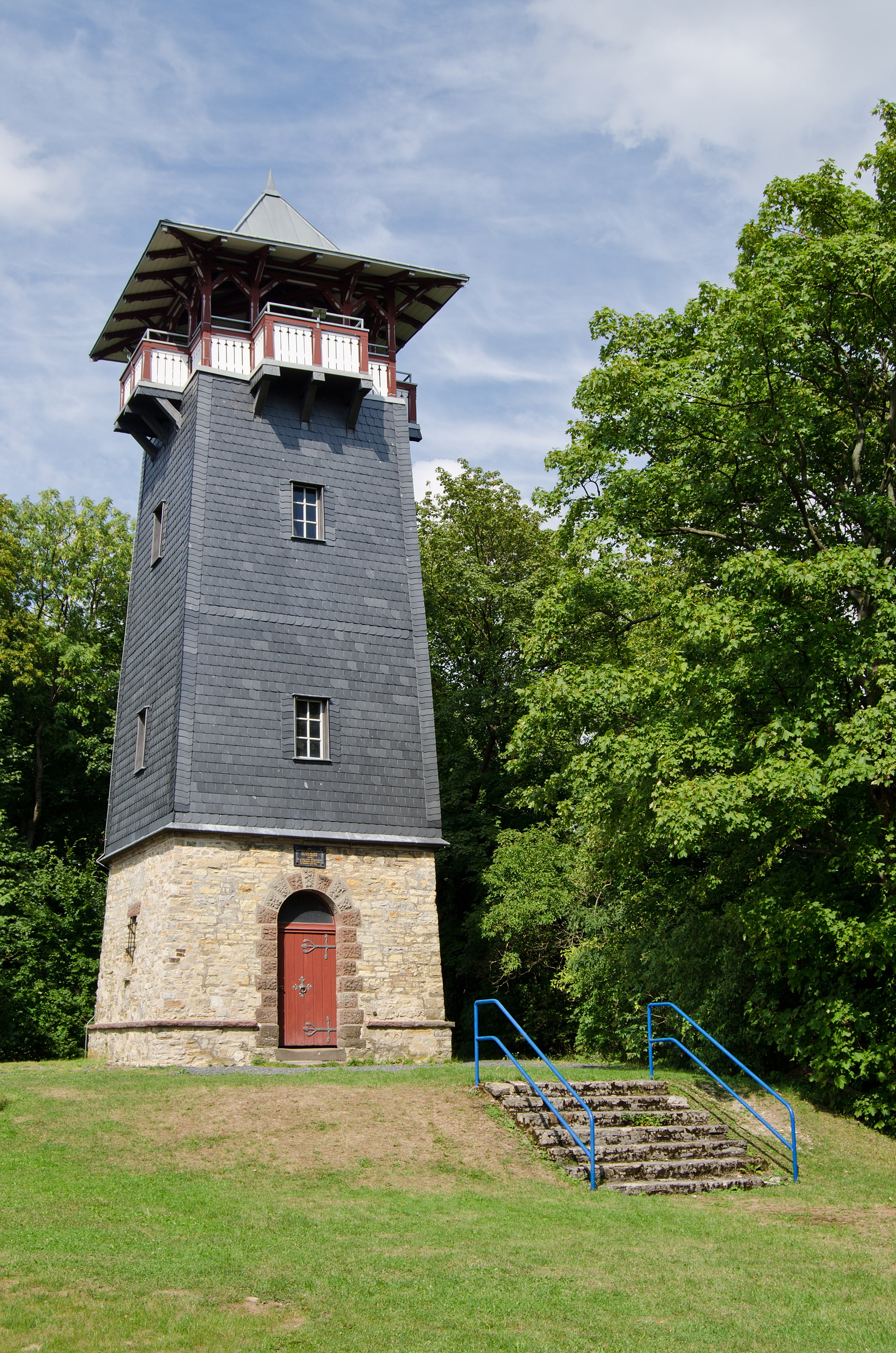
Wieterturm

## Natur
Der bewaldete Wieter besteht aus einer Kette von Bergkuppen geordnet von Nord nach Süd:
- Wieterberg (271 m)
- namenlose Kuppe (326 m) mit dem Wieterturm
- Teufelsberg (315,2 m)
- der höchste Gipfel mit 358,4 m
- Tockenberg (ca. 320 m)

Der Höhenzug gehört zum Northeimer Stadtwald innerhalb des LSG Westerhöfer Bergland-Langfast. Zum Teil ist er mit Mittelwald bestanden. Dort gibt es einen stadtnahen Hochseilgarten und geplant ist die Anlage eines Naturerlebnispfades ausgehend von der Northeimer Forsthütte.
An seinen südlichen Ausläufer schließt sich das Naturschutzgebiet Mäuseberg und Eulenberg an.

## Geschichte
Der Name wurde 1305 erstmals urkundlich erwähnt. Er wird auf das althochdeutsche Wort witu, Wald, zurückgeführt. Da er ein Höhenzug aus mindestens sechs unterscheidbaren, aber kaum mit auffälligen Merkmalen versehenen Hügeln ist, werden diese von der örtlichen Bevölkerung entsprechend durchnummeriert. Im 19. Jahrhundert wurde eine Aufforstung der zuvor teilentwaldeten Berge vorgenommen.